# Makensen Bungo
Makensen Bungo (Elbasan, 14 aprile 1926 – New York, 15 settembre 2018) è stato uno scrittore albanese.

## Biografia
Nacque a Elbasan il 14 aprile 1926 da Ali Bungo e si formò presso la Scuola normale di Elbasan.
Fu arrestato dalla Sigurimi nel 1946, venendo condannato il 12 ottobre 1946 per crimini contro lo Stato a: cinque anni di reclusione e lavori forzati presso il campo di lavoro di Vloçisht, dove lavorò per bonificare la palude di Maliq, alla perdita dei diritti politici e alla confisca di tutti i suoi beni. Successivamente, prima del termine della pena, fu imprigionato a Burrel, dove conobbe lo scrittore Et'hem Haxhiademi, e fu rilasciato nel 1950. La sua condanna sarebbe stata causata da alcune sue affermazioni sulla situazione del Kosovo, che descrisse come "territorio albanese schiavizzato dai serbi".
Dopo la prigione continuò a lavorare come insegnante a Tepelenë, Argirocastro e Fier, studiando a distanza presso l'Università di Tirana.
Emigrò negli Stati Uniti d'America, pubblicando dopo la caduta del regime socialista diversi libri tra cui una monografia su Abaz Kupi e il più noto The Swamp of Death. Collaborò inoltre al giornale Dielli della federazione Vatra con studi, articoli e poemi.
Morì il 15 settembre 2018 presso un ospedale di New York. Nel 2022 gli è stata dedicata una mostra presso il Museo della Sorveglianza Segreta di Tirana.